# 珍叶䗛
珍叶䗛（学名：Phyllium rarum）叶竹节虫科（叶䗛科）叶䗛属的一种，分布于中国广西等地。
2021年，有学者创立了一个新属－隐叶䗛属？（Cryptophyllium），将本种划归该属。

## 形态特征
正模标本为雌虫，体长88.1毫米。通体黄绿色，头部、胸部、前翅及后足通常为黄褐至暗褐色。头部近似于卵形。触角短小，仅3节。前胸背板近似三角形，中胸背板长方形。前腿节强烈扩展，外叶宽三角形，明显宽于内叶。腹部宽批针形，由基部至第4腹节中央逐渐变宽，伺候至末端逐渐均匀收缩，第7至10腹节形成三角形腹端。